# Efrem Zimbalist
Efrem Zimbalist (9 de abriljul./ 21 de abril de 1890greg. - 22 de febrero de 1985) fue uno de los mejores violinistas del mundo, compositor y director de orquesta ruso de origen judío nacionalizado estadounidense. También fue profesor y director, durante largo tiempo, del Instituto de Música Curtis.
Su nombre de nacimiento era Ефрем Александрович Цимбалист (Éfrem Aleksandróvich Tsímbalist).

## Biografía

### Comienzos
Efrem Zimbalist nació en el suroeste de Rusia de la ciudad de Rostov del Don (Rostov-na-Donu), hijo de Maria Litvinoff y Aron Zimbalist, este último director de orquesta. A la edad de nueve años, Efrem Zimbalist fue primer violín en la orquesta de su padre. A los 12 años entró en el Conservatorio de San Petersburgo y estudió con Leopold Auer. Se graduó en esa misma institución en 1907 después de ganar una medalla de oro y el premio Rubinstein, y los 21 años ya lo consideraban uno de los más grandes violinistas del mundo.

### Carrera
Después de graduarse, sus primeras presentaciones fueron en Berlín (donde interpretó el concierto para violín de Johannes Brahms), en Londres (en 1907) y en los Estados Unidos (en 1911), donde tocó con la Orquesta Sinfónica de Boston. Inmediatamente después se mudó a los Estados Unidos. Su labor contribuyó en gran medida a popularizar la música antigua. En 1917 fue elegido miembro honorario de Phi Mu Alpha Sinfonia, una fraternidad musical estadounidense. En 1928 comenzó a dar clases en el Instituto de Música Curtis de Filadelfia. Fue director de esa escuela desde 1941 hasta 1968. Entre sus alumnos estaban músicos distinguidos como Aaron Rosand, Harold Wippler, Oscar Shumsky, Felix Slatkin, Shmuel Ashkenasi y Hidetaro Suzuki
Se retiró como violinista en 1949, pero regresó en 1952 para actuar en el estreno del Concierto para violín de Gian Carlo Menotti, dedicado a él. Se retiró de nuevo en 1955. Desde entonces, sólo fungió como miembro del jurado del Concurso Internacional Chaikovski en 1962 y en 1966.
Entre las composiciones de Efrem Zimbalist cabe destacar un concierto para violín, la American Rhapsody, un poema sinfónico llamado Dafnis y Cloe, una fantasía sobre temas de El gallo de oro de Nikolái Rimski-Kórsakov y una pieza llamada Sarasateana, para violín y piano. También escribió la ópera Landara, que se estrenó en Filadelfia en 1956.

### Vida privada
Se casó con la soprano Alma Gluck, quien falleció en 1938. Su segundo matrimonio, en 1943, fue con la hija mayor de Cyrus Curtis.
Murió en 1985, a la edad de 94 años. Uno de los hijos que tuvo con Alma Gluck, Efrem Zimbalist Jr., y su nieta, Stephanie Zimbalist, han trabajado en la actuación (cine, teatro, televisión y doblaje).